# Brancolino
Brancolino è una frazione del comune di Nogaredo in Provincia autonoma di Trento. 

## Descrizione
Il paese è situato sul corso della strada provinciale 90 Destra Adige, tra Marano (Isera) e Villa Lagarina.

## Storia

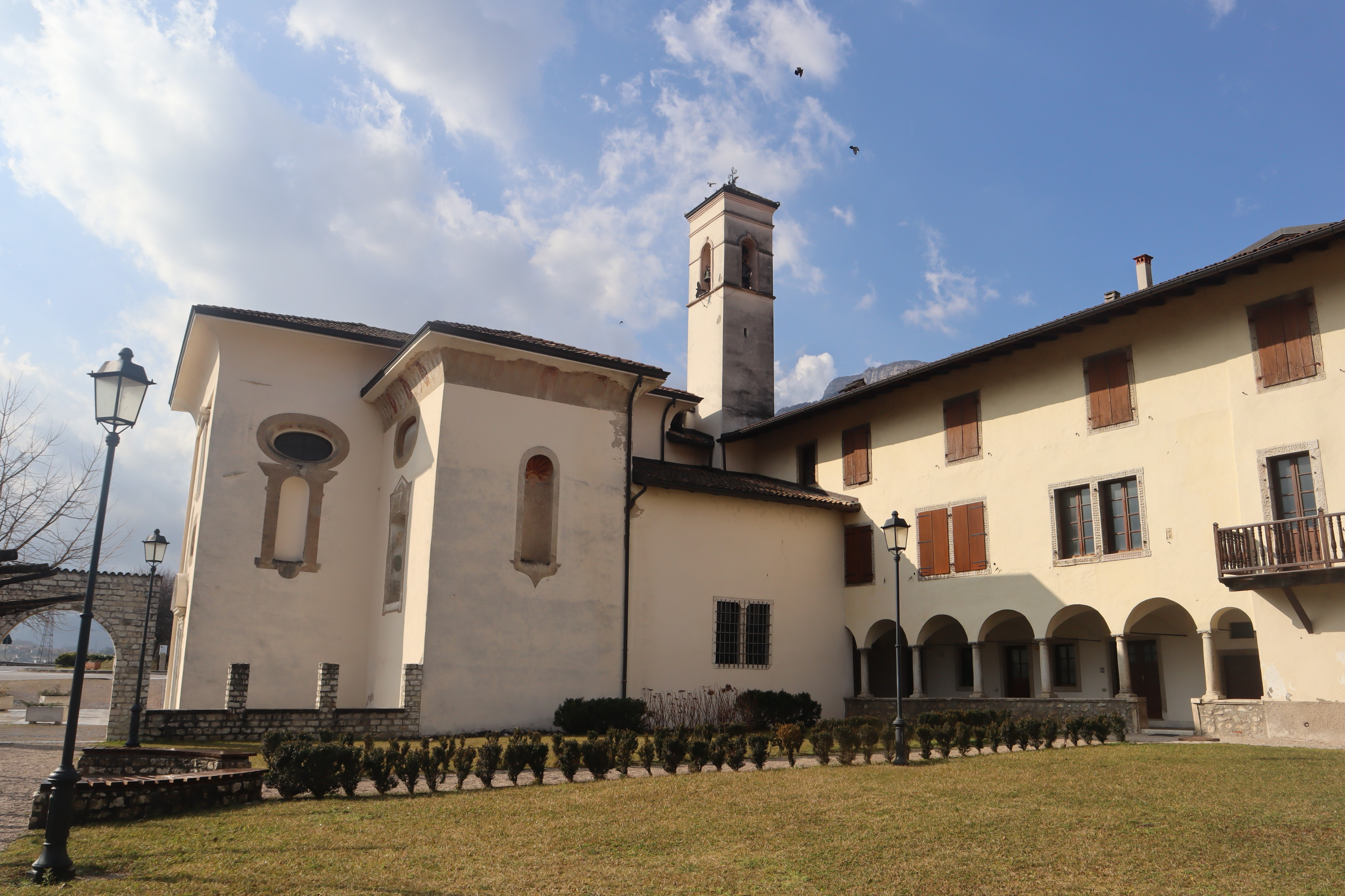
La chiesa della Beata Vergine Maria

Nei pressi di Brancolino, specialmente nella zona del cosiddetto dòs Pagàm, esisteva probabilmente una vasta necropoli in età romana e altomedievale; varie sepolture, con incluse oggetti personali, monete e vasellame, sono state rinvenute a partire dal 1790.
Anticamente il paese era stazione per il pagamento del dazio nel feudo dei conti Lodron (come testimoniato da una stele che, dopo la costruzione della strada provinciale, è stata spostata presso la prima casa di via Silvestri, dietro alla chiesa). Il dosso sovrastante il paese sarebbe il luogo in cui vennero arse al rogo le vittime del processo alle streghe di Nogaredo del 1647, uno degli ultimi in Trentino.
Il paese è stato comune autonomo fino al 1928, quando è stato accorpato a Nogaredo; l'anno seguente, l'intero comune di Nogaredo venne aggregato a quello di Villa Lagarina, e poi ripristinato nel 1955.

## Monumenti e luoghi d'interesse
In paese si trova la chiesa parrocchiale della Beata Vergine Maria, fondata nel XIII secolo; nel 1514 venne affiancata da un monastero di francescani conventuali, fondato da Veronica Lodron, rimasto attivo fino ai primi decenni dell'Ottocento.
È inoltre presente un cimitero, con cappella dedicata al Crocifisso costruita nel 1930.